# The Secret Kingdom
The Secret Kingdom é um filme mudo britânico de 1925, do gênero drama, dirigido por Sinclair Hill e estrelado por Matheson Lang, Stella Arbenina e Eric Bransby Williams. É uma adaptação do romance The Hidden Fire de Bertram Atkey. Um homem rico adquire uma máquina de ler mentes, mas é logo horrorizado ao descobrir que as pessoas estão realmente pensando.

## Elenco
- Matheson Lang - John Quarrain
- Stella Arbenina - Mary Quarrain
- Eric Bransby Williams - Philip Darent
- Genevieve Townsend
- Rudolph de Cordova
- Robin Irvine
- Lilian Oldland
- Frank Goldsmith - Henry